# Трель де Больё, Антуан
Антуан Эктор Трель де Больё (фр. Antoine Hector Treuille de Beaulieu; 7 мая 1809, Люневиль — 24 июля 1884, Париж) — французский военный деятель, генерал от артиллерии, оружейный инженер и изобретатель.
Его отец, полковник, получил от Наполеона I баронство. Образование получил в Политехнической школе, куда поступил в 1829 году. Завершив обучение, служил в артиллерии, последовательно получая звания лейтенанта (1833), капитана (1840), подполковника (1857), полковника (1859) и бригадного генерала (1867). В 1840 году проходил стажировку на оружейном заводе в Шательро, а впоследствии возглавил его. С 1851 года входил в состав комитета по делам артиллерии. В 1858 году им была разработана и внедрена во французскую артиллерию так называемая система Ла Хитта (фр. Système Lahitte). В 1866 году им был разработан проект винтовки Шасспо (фр. Chassepot modèle 1866).
Сделал много усовершенствований в оружии и создал новую теорию стрельбы, высказываясь за заряжание с казённой части и совершенно отрицая устройство нарезных стволов. Реформаторские стремления Треля, согласно ЭСБЕ, «разбились о рутину, и ему пришлось возвратиться в строй». Однако ему удалось обратить на себя внимание изобретением ружья малого калибра с большой точностью прицела. Неудовлетворительность французского оружия, обнаружившаяся при осаде Севастополя во время Крымской войны, показала необходимость реформ, и Трель мог осуществить свои проекты. В войне с Австрией (1859) его ружья способствовали успехам Франции. Их приняли на вооружение с некоторыми усовершенствованиями все крупные государства Европы, главным образом Пруссия.